# L’Alzina d’Alinyà
L’Alzina d’Alinyà – miejscowość w Hiszpanii, w Katalonii, w prowincji Lleida, w comarce Alt Urgell, w gminie Fígols i Alinyà.
Według danych INE w 2020 roku liczyła 25 mieszkańców – 19 mężczyzn i 6 kobiet. 